# Conioscinella persita
Conioscinella persita är en tvåvingeart som beskrevs av Malloch 1940. Conioscinella persita ingår i släktet Conioscinella och familjen fritflugor. Inga underarter finns listade i Catalogue of Life.